# Liban na Letnich Igrzyskach Olimpijskich 2016
Liban na XXXI Letnich Igrzyskach Olimpijskich w Rio de Janeiro reprezentowało 9 sportowców - 4 mężczyzn i 5 kobiet.
Był to siedemnasty start Libanu na letnich igrzyskach olimpijskich.

## Reprezentanci

### Judo
Mężczyźni
| Zawodnik    | Konkurencja | 1/32             | 1/16              | 1/8              | Ćwierćfinał      | Półfinał         | Repesaż          | Finał/BM         | Finał/BM |
| Zawodnik    | Konkurencja | Przeciwnik Wynik | Przeciwnik Wynik  | Przeciwnik Wynik | Przeciwnik Wynik | Przeciwnik Wynik | Przeciwnik Wynik | Przeciwnik Wynik | Pozycja  |
| ----------- | ----------- | ---------------- | ----------------- | ---------------- | ---------------- | ---------------- | ---------------- | ---------------- | -------- |
| Nacif Elias | - 81 kg     | BYE              | Lucenti P 000-100 | NQ               | NQ               | NQ               | NQ               | NQ               | NQ       |

### Kajakarstwo

#### Kajakarstwo górskie
Mężczyźni
| Zawodnik       | Konkurencja | Eliminacje | Eliminacje | Eliminacje | Eliminacje | Eliminacje | Eliminacje | Półfinał | Półfinał | Finał | Finał   |
| Zawodnik       | Konkurencja | Zjazd 1    | Miejsce    | Zjazd 2    | Miejsce    | Najlepszy  | Miejsce    | Czas     | Miejsce  | Czas  | Miejsce |
| -------------- | ----------- | ---------- | ---------- | ---------- | ---------- | ---------- | ---------- | -------- | -------- | ----- | ------- |
| Richard Merjan | C-1         | 120,20     | 18.        | 121,67     | 16.        | 120,20     | 19.        | NQ       | NQ       | NQ    | NQ      |

### Lekkoatletyka
Mężczyźni
| Zawodnik    | Konkurencja        | Eliminacje | Eliminacje | Półfinał | Półfinał | Finał | Finał   |
| Zawodnik    | Konkurencja        | Wynik      | Pozycja    | Wynik    | Pozycja  | Wynik | Pozycja |
| ----------- | ------------------ | ---------- | ---------- | -------- | -------- | ----- | ------- |
| Ahmad Hazer | 110 m przez płotki | 15,50      | 7.         | NQ       | NQ       | NQ    | NQ      |

Kobiety
| Zawodniczka   | Konkurencja | Finał   | Finał   |
| Zawodniczka   | Konkurencja | Wynik   | Pozycja |
| ------------- | ----------- | ------- | ------- |
| Chirine Njeim | maraton     | 2:51:08 | 109.    |

### Pływanie
Mężczyźni
| Zawodnik       | Konkurencja          | Eliminacje | Eliminacje | Półfinał | Półfinał | Finał | Finał   |
| Zawodnik       | Konkurencja          | Czas       | Miejsce    | Czas     | Miejsce  | Czas  | Miejsce |
| -------------- | -------------------- | ---------- | ---------- | -------- | -------- | ----- | ------- |
| Anthony Barbar | 50 m stylem dowolnym | 23,77      | 50.        | NQ       | NQ       | NQ    | NQ      |

Kobiety
| Zawodniczka       | Konkurencja           | Eliminacje | Eliminacje | Finał | Finał   |
| Zawodniczka       | Konkurencja           | Czas       | Miejsce    | Czas  | Miejsce |
| ----------------- | --------------------- | ---------- | ---------- | ----- | ------- |
| Gabrielle Doueihy | 400 m stylem dowolnym | 4:31,21    | 31.        | NQ    | NQ      |

### Strzelectwo
Kobiety
| Zawodniczka | Konkurencja | Kwalifikacje | Kwalifikacje | Półfinał | Półfinał | Finał | Finał   |
| Zawodniczka | Konkurencja | Wynik        | Pozycja      | Wynik    | Pozycja  | Wynik | Pozycja |
| ----------- | ----------- | ------------ | ------------ | -------- | -------- | ----- | ------- |
| Ray Bassil  | trap        | 65           | 14.          | NQ       | NQ       | NQ    | NQ      |

### Szermierka
Kobiety
| Zawodniczka | Konkurencja          | 1/32                | 1/16                | 1/8                 | Ćwierćfinał         | Półfinał            | Finał/BM            | Finał/BM |
| Zawodniczka | Konkurencja          | Przeciwniczka Wynik | Przeciwniczka Wynik | Przeciwniczka Wynik | Przeciwniczka Wynik | Przeciwniczka Wynik | Przeciwniczka Wynik | Pozycja  |
| ----------- | -------------------- | ------------------- | ------------------- | ------------------- | ------------------- | ------------------- | ------------------- | -------- |
| Mona Shaito | floret indywidualnie | BYE                 | Kiefer P 3–15       | NQ                  | NQ                  | NQ                  | NQ                  | NQ       |

### Tenis stołowy
Kobiety
| Zawodniczka      | Konkurencja | Eliminacje          | Runda 1             | Runda 2             | Runda 3             | 1/8                 | Ćwierćfinał         | Półfinał            | Finał               | Finał   |
| Zawodniczka      | Konkurencja | Przeciwniczka Wynik | Przeciwniczka Wynik | Przeciwniczka Wynik | Przeciwniczka Wynik | Przeciwniczka Wynik | Przeciwniczka Wynik | Przeciwniczka Wynik | Przeciwniczka Wynik | Pozycja |
| ---------------- | ----------- | ------------------- | ------------------- | ------------------- | ------------------- | ------------------- | ------------------- | ------------------- | ------------------- | ------- |
| Mariana Sahakian | singel      | Oshonaike P 3-4     | NQ                  | NQ                  | NQ                  | NQ                  | NQ                  | NQ                  | NQ                  | NQ      |